# Dreistacheliger Seifenfisch
Der Dreistachelige Seifenfisch (Rypticus saponaceus), auch Großer Seifenbarsch genannt, kommt im östlichen Atlantik von den Kapverdischen Inseln und Mauretanien bis Angola, im westlichen Atlantik von Florida und den Bermudas bis zur Küste Brasiliens (incl. Sankt-Peter-und-Sankt-Pauls-Felsen). Im zentralen Atlantik findet man ihn bei den Inseln St. Helena und Ascension. Einen einzelnen Nachweis gibt es auch vom südafrikanische Kap der Guten Hoffnung. Er ist die einzige Seifenbarschart der Karibik.

## Merkmale
Der Dreistachelige Seifenfisch wird für gewöhnlich 25 cm lang bei einer Maximallänge von 35 cm. Sie sind grauweiß gefärbt und unregelmäßig dunkelgrau oder dunkelbraun gesprenkelt. Die Flossen sind dunkler. Seine Rückenflosse wird von drei Stacheln (Name) und 23 bis 25 weichen Flossenstrahlen gestützt. Wie der Körper ist sie gesprenkelt, die übrigen Flossen sind einfarbig dunkel. Die Schuppen des Dreistacheligen Seifenfischs sind mit einer dicken, giftigen Schleimschicht bedeckt.

## Lebensweise
Der Dreistachelige Seifenfisch lebt in flachen Küstengewässern in Tiefen bis 25, seltener bis 60 Metern. Er kommt über sandigen und felsigen Böden und bei Riffen vor. Oft legt es sich bewegungslos auf die Seite. Nachts jagt er Fische und Krebstiere; tagsüber sucht er in Felsspalten Schutz.